# Dijabijja
Dijabijja (arab. ديابية) – wieś w Syrii, w muhafazie Hims. W 2004 roku liczyła 698 mieszkańców.